# Aelbert Cuyp
Aelbert Cuyp (også Albert Cuyp, 20. oktober 1620 i Dordrecht – 15. november 1691) var en hollandsk maler og raderer.
Cuyp, som var elev af sin fader, portræt- og landskabsmaleren Jacob Gerritsz. Cuyp, virkede i sin fødeby som anset borger. Stort flere pålidelige efterretninger har man ikke om denne fortræffelige, alsidige kunstner  med det udpræget maleriske talent. Han har malet dyrebilleder, stillebenstykker, portrætter; men sit ry som maler skylder han dog fornemmelig sin ypperlige landskabskunst. Hans landskabsbilleder, af hvilke de tidligere er påvirkede fra Jan van Goyen, er byggede på jævne motiver fra Hollands natur med dygtig staffage af dyr og mennesker, men baggrundens fine solbelyst dis og luftens gyldne tone bibringer de enkle, lidt ensformige, men naturtro gengivne egne med en uforlignelig skønhed og farveharmoni. Få hollandske kunstnere har som han forstået at mestre lysets og luftens virkninger.